# Cornutia
Cornutia es un género de plantas con flores de la familia de las lamiáceas, anteriormente se encontraba en las verbenáceas. Comprende 29 especies descritas y de estas, solo 9 aceptadas.

## Descripción
Son árboles o arbustos con ramas cuadrangulares y quebradizas, generalmente con abundante pubescencia. Hojas opuestas, simples, pecioladas, el margen entero o dentado. Inflorescencias terminales, generalmente piramidal-paniculadas. Flores heterostilas. Cáliz cupuliforme a campanulado u obcónico, a menudo cambiando a pateliforme en el fruto, entero o apenas 4-dentado a 4-denticulado. Corola zigomorfa, azul o púrpura, hipocraterimorfa; tubo a menudo inflado en la base y amplificado en la parte superior, recto o curvado, el limbo extendido, 2-labiado, 4-lobado. Estambres fértiles 2, insertados casi en el punto medio de la corola, por lo general exertos; filamentos generalmente pubescentes; anteras dorsifijas, con tecas ampliamente divergentes en la base, dehiscentes por hendiduras longitudinales; estaminodios generalmente insertados en el tubo de la corola por arriba del punto medio. Ovario 2-carpelar, peloso, cada carpelo 2-locular, cada lóculo uniovulado, el estilo terminal, glabro o peloso, el estigma bífido, los lobos cortos. Frutos en drupas, subglobosas, pequeñas, el exocarpo carnoso y jugoso, endocarpo óseo; pirenos 4-loculares.

## Distribución
Es nativo de México y América tropical. 

## Taxonomía
El género fue descrito por Plum. ex L. y publicado en Species Plantarum 2: 628. 1753. La especie tipo es: Cornutia pyramidata L.

## Especies aceptadas
A continuación se brinda un listado de las especies del género Cornutia aceptadas hasta septiembre de 2014, ordenadas alfabéticamente. Para cada una se indica el nombre binomial seguido del autor, abreviado según las convenciones y usos.	
- Cornutia australis Moldenke (1936).
- Cornutia caerulea (Jacq.) Moldenke (1936).
- Cornutia jamaicensis Moldenke (1936).
- Cornutia microcalycina Pav. ex Moldenke (1936).
- Cornutia obovata Urb. (1899).
- Cornutia odorata (Poepp.) Schauer in A.DC. (1847).
- Cornutia pubescens C.F.Gaertn. (1807).
- Cornutia pyramidata L. (1753).
- Cornutia thyrsoidea Banks ex Moldenke (1936).